# 克洛德·内特
克洛德·内特（法語：Claude Netter，1924年10月23日—2007年6月13日），法国男子击剑运动员。他曾获得1952年夏季奥运会男子花剑团体金牌和1956年夏季奥运会男子花剑团体银牌。他也参加了1960年夏季奥运会，但并未获得奖牌。